# Storia dell'ambientalismo in Italia (1850-1943)

Ciclisti sardi sulla vetta del Monte Ortobene, Convegno regionale sardo dei soci del Touring Club Italiano, 25-26 Aprile 1903.

La storia dell'ambientalismo in Italia percorre la nascita e lo sviluppo dei movimenti, delle idee, delle iniziative politiche, sociali e culturali e delle associazioni che hanno teso alla salvaguardia del patrimonio naturale, al controllo degli impatti negativi sull'ambiente associati allo svolgimento delle attività umane, e a promuovere la sostenibilità dell'economia e della società.
Le prime associazioni e movimenti ambientalisti italiani nacquero a partire dagli anni 1850. Le iniziative vennero da scienziati con interessi naturalistici; da persone di cultura che volevano proteggere il patrimonio naturale e artistico nazionale, e da chi desiderava valorizzare il territorio per il turismo, in un'epoca di grande trasformazione economica, tra prima industrializzazione e crescita dei trasporti. Tra il 1850 e la prima guerra mondiale furono fondate molte associazioni, motivate da valori estetici, etici e patriottici. Esse erano espressione di élite, ma segnalano anche i primi processi di allargamento della partecipazione sociale. Le associazioni furono le forze trainanti delle prime azioni di conservazione naturalistiche, che culminarono con la costituzione dei primi due parchi nazionali italiani nei primi anni 1920.
Con l'avvento del fascismo, le idee estetiche e patriottiche che animavano la conservazione continuarono, assieme al desiderio di modernizzazione e di sviluppo del territorio e delle risorse, tipico dell'epoca. L'amministrazione fascista, tuttavia, diede un forte segno di centralizzazione e assorbimento delle azioni di conservazione nell'apparato statale. Durante il ventennio, non nacque nessuna nuova associazione ambientale. Furono costituiti due altri parchi nazionali, e alla fine degli anni 1930, furono riordinate le leggi di protezione delle bellezze naturali e di controllo dello sviluppo urbano.

## Età liberale (1850-1922)

### Contesto
Nella seconda metà del XIX secolo alcuni paesi europei insieme a una rapida industrializzazione videro anche i primi effetti vistosi dell'inquinamento e il sorgere di una sensibilità ambientale di tipo moderno. Nel Regno Unito vennero introdotte le prime norme di protezione ambientale e nacquero le prime associazioni ambientaliste. In Nord America si diffuse una sensibilità per la conservazione della natura selvaggia, che avrebbe ispirato le prime misure di conservazione e la costituzione delle prime aree protette. Fu questa anche un'epoca di grande espansione delle conoscenze scientifiche, tra cui il lavoro di Darwin e la nascita dell'ecologia: le nuove idee riconfigurarono radicalmente la concezione di umanità e natura. Nello stesso tempo, la diffusione degli stati-nazione indipendenti e la cultura del romanticismo stimolarono l'interesse per la riscoperta delle identità nazionali e del loro legame col territorio ed il patrimonio naturale.
In Italia, l'industrializzazione insorse dopo quella dei paesi nordeuropei: nel triangolo industriale crebbero soprattutto industrie chimiche e meccaniche. Nei primi vent'anni dopo l'unificazione, il paese recuperò un grave ritardo infrastrutturale rispetto agli altri paesi europei: furono costruite tutte le principali linee ferroviarie, anche nelle isole. Tra il 1880 e 1900 si avviarono anche importanti riforme sociali e politiche, volte ad un allargamento della partecipazione sociale: una riforma elettorale (1882), un iniziale decentramento amministrativo e si avviarono le prime riforme sociali, a partire dall'istruzione pubblica. Negli anni 1880 si avviarono le prime misure di controllo sanitario per le produzioni industriali: nel 1887 si istituirono i laboratori di indagini tecniche e sanitarie; nel 1888 si normarono le industrie chimiche insalubri. In quegli anni nacquero anche le prime misure di previdenza sociale e di regolamentazione delle condizioni di lavoro. Gli anni da 1902 al 1914, che vanno sotto il nome di "età giolittiana", videro un ulteriore progresso delle politiche di inclusione sociale, di partecipazione alla vita politica, di politiche di sviluppo economico del meridione e di bonifiche agrarie.

### Nascita dell'associazionismo
Nella seconda metà del XIX secolo nacquero numerose realtà associative che si occupavano di sport, turismo, ricerca scientifica, promozione locale, e arte. Molte avevano un'ottica prettamente locale. Alcune raggiunsero negli anni dimensioni importanti. Questo fiorire associativo rifletteva un cambiamento sociale generale che attraversava quell'epoca: la crescita e diversificazione del mondo associativo, non limitato alla élite; l'influenza di modelli stranieri associativi e di conservazione; e l'azione di pressione sulla politica.
«Durante gli anni 1850-1910 furono costituite le prime associazioni ambientali italiane: 
- 1857 - un gruppo di professionisti e nobili fondarono a Torino il Club Alpino Italiano (terzo club alpino europeo). L'associazione intendeva diffondere la conoscenza della montagna a scopi scientifici, educativi e di turismo; dispiegò rapidamente la propria presenza nell'Italia settentrionale,[2][7] anche se la sua dimensione associativa rimase relativamente limitata per decenni (contava 5,000 soci a fine 1800).[3]
- 1858 - costituita ad Aosta la Société de la Flore Valdôtaine.[2]
- 1871 - sempre a Torino, fondata la Società Piemontese per la protezione degli animali. Essa, insieme ad altre analoghe società locali, avrebbe dato vita nel 1929 alla Federazione nazionale fra le società zoofile e per la protezione degli animali (precursore dell'ENPA).[2]
- 1888 - in campo accademico, fondata a Firenze la Società Botanica Italiana.[7]
- 1895 - fondato a Milano il Touring Club Ciclistico Italiano (dal 1900 avrebbe preso il nome di Touring Club Italiano). Esso divenne la prima organizzazione ambientale di massa, arrivando a contare 100,000 soci nel 1911, concentrati prevalentemente nell'Italia settentrionale. Il Touring avviò una intensa azione divulgativa con la produzione di cartografia e guide.[3]
- 1898 - fondata a Torino l'associazione nazionale Pro Montibus: era una federazione di associazioni locali per la difesa degli ambienti montani e dei boschi. La sezione emiliana, denominata Società emiliana Pro Montibus et Sylvis, fu tra le più attive ed influenti.Pubblicava la rivista L'Alpe.[2]
- 1900 - fondata a Pavia l'Unione zoologica italiana, che raccoglieva i ricercatori del settore. Nel 1930 cominciò la pubblicazione della sua rivista scientifica, il Bollettino di Zoologia.[8]
- 1903 - fondata la Società Speleologica Italiana[9]
- 1906 - nasce a Bologna l'Associazione per i monumenti e i paesaggi pittoreschi d'Italia, ispirata a proteggere valori estetici e letterari del paesaggio. Formò una cinquantina di comitati locali.[3]»

Nel nascente movimento ambientalista italiano la sensibilità ambientale rivolta al paesaggio aveva tre radici culturali di fondo, variamente rappresentate tra le associazioni: l'interesse naturalistico di scienziati; la volontà di persone di cultura di proteggere il patrimonio naturale e artistico nazionale; e il desiderio di valorizzare il territorio per il turismo. La sensibilità ecologica intesa in senso moderno non esisteva ancora: molti vedevano la natura con gli occhi dell'educazione letteraria classica e del Romanticismo. I valori culturali di riferimento erano estetici, etici e patriottici: la protezione del paesaggio e dei beni artistici aveva anche un ruolo crescente nella promozione del senso di identità nazionale e nella ricerca del consenso politico. Questa associazione d'origine tra la difesa del patrimonio naturale e quella del patrimonio culturale è anche conseguenza del fatto che l'ambiente italiano è il risultato di un intreccio antico di azioni umane e natura. I valori di protezione del patrimonio culturale e naturale erano allo stesso tempo accompagnati dal diffuso apprezzamento per interventi di trasformazione del paesaggio, come bonifiche e infrastrutture di trasporto, percepiti come modernizzatori e forieri di sviluppo economico.
Le élite urbane, borghesi e talora aristocratiche che le animavano si ispiravano o erano collegate ad analoghe associazioni in altri paesi europei: anche lì c'era una fioritura della società civile, che rifletteva un ventaglio di valori protezionistici diversi.
Le prime associazioni erano limitate per lo più al centro-nord e alla Toscana. Contavano poche migliaia di soci. Il Touring era un'eccezione: le sue riviste stampavano 180,000 copie nel 1915 e le sue Carte d'Italia furono prodotte con il contributo di migliaia di soci. Le sue pubblicazioni, oltre le idee estetiche e letterarie tipiche dell'epoca, avevano anche una chiara impronta educativa e tecnica. La sua "Guida d'Italia", pubblicata dal 1914, divenne la maggiore fonte di conoscenza e sensibilizzazione pubblica dei beni ambientali e monumentali italiani.
Da questo terreno associativo, a cavallo tra i secoli XIX e XX, nacquero gradualmente le prime iniziative per la conservazione della natura. Emersero battaglie che acquisirono visibilità nazionale, tra cui quelle per la conservazione della pineta di Ravenna e le mura di Lucca, entrambe minacciate da progetti di sviluppo urbano.
Nei primi anni del 1900 nacque la legislazione per la protezione dei beni culturali: nel 1902 la legge sulla tutela del patrimonio monumentale (cosiddetta "legge Nasi"), a cui fece seguito nel 1909 la legge n. 368 per le antichità e le belle arti (cosiddetta legge Rava-Rosadi). Queste norme stabilirono i principi della tutela pubblica, limitando la libertà di commercio di beni di valore culturale.

La Pineta di Ravenna, 1913. "Il pensiero della difesa del paesaggio e dei monumenti italici è opportuno, e ben meritava l'assenso di tutto coloro che vogliono salve le sembianze della Patria [...] prima i bisogni del paese crudemente si imposero, ma poi gli animi reagirono, per salvare boschi e cadute d'acqua, e linee di bellezza, che mani rapaci minacciavano di distruggere, senza necessità. L'economia non è nemica dell'estetica; il buon del bello." Rava, 1913.

### Origine della protezione del patrimonio naturale
La conservazione dei paesaggi montani e delle foreste assunse un rilievo centrale, sia per le associazioni di punta, come la Pro Montibus, sia per la prima associazione con valenza di massa, il Touring. Il Touring dal 1909 prese la decisione di impegnarsi per la conservazione del patrimonio forestale montano, istituendo una Commissione di propaganda per il bosco e per il pascolo, e avviando la pubblicazione di studi e opere di divulgazione sul tema.
Nel 1911 la Società botanica italiana e la Unione zoologica italiana promossero il progetto di istituzione di parchi nazionali in Italia. Gli esempi venivano dagli Stati Uniti, Germania, Francia, Paesi Bassi e Svizzera (che aveva costituito il parco dell'Engandina confinante col territorio italiano).
Nel 1913 a Roma i botanici e gli zoologi maggiormente impegnati nel movimento protezionista fondarono la Lega nazionale per la protezione dei monumenti naturali. Sempre nel 1913, su iniziativa del Touring Club Italiano, fu fondato a Milano il Comitato nazionale per la difesa del paesaggio e dei monumenti, presieduto da Luigi Rava, che voleva essere una struttura di coordinamento tra le correnti protezionistiche, le associazioni turistiche e le istituzioni. Il comitato operò fino ai primi anni trenta, e aveva una trentina di commissioni locali.
Ne 1913, in seguito all'abolizione della riserva reale di caccia dell'Alto Sangro, in Abruzzo, camoscio d'Abruzzo e orso marsicano rischiavano l'estinzione. Il Ministero dell'agricoltura incaricò uno dei propri tecnici, Ercole Sarti, di redigere un progetto per un vasto parco nazionale in Abruzzo, il cui primo abbozzo fu pubblicato nella rivista “Diana”.  Nel 1916 all'interno della Società emiliana Pro Montibus et Sylvis fu istituita una Commissione per i parchi nazionali e la tutela della flora e della fauna italiane. Negli anni a venire questo sarebbe divenuto il principale soggetto promotore dei parchi nazionali italiani. Ne facevano parte, tra gli altri, figure di rilievo istituzionale o scientifico come Giambattista Miliani, Luigi Rava, Erminio Sipari, Corrado Ricci, Pietro Romualdo Pirotta, Luigi Parpagliolo ed Ercole Sarti.
Questi primi fermenti di movimenti ambientali erano di ispirazione liberale. Nonostante la diversità e il dinamismo, il loro radicamento di massa era ancora limitato. La Grande Guerra provocò un forte rallentamento della vita associativa e dei legami internazionali. Tuttavia, le principali iniziative portarono i loro frutti proprio agli inizi degli anni 1920.

Tra il dicembre del 1922 e il gennaio del 1923, poco dopo la costituzione del Governo Mussolini, giunse finalmente a conclusione il lungo iter parlamentare e ministeriale per la costituzione dei primi due parchi nazionali italiani: Gran Paradiso e Abruzzo. Il proposto parco nazionale della Sila non giunse invece a vedere la luce. Il 3 dicembre 1922 (regio decreto 1584), si istituì il Parco naturale del Gran Paradiso. L'11 gennaio 1923 venne pubblicato il decreto di costituzione del Parco d'Abruzzo: la regolamentazione intervenne dopo che l'associazione Pro Montibus e Sylvis aveva acquisito un primo nucleo di terre a scopo di conservazione.
«Siamo ancora in pochi in Italia che sentono la necessità di proteggere i monumenti della natura, i paesaggi, le cascate,.le foreste, le varie e numerose bellezze del nostro meraviglioso paese. E una società costituitasi a Bologna con questo scopo non ha raccolto da anni che qualche migliaio di aderenti! Eppure a noi dell'amministrazione delle Belle Arti giungono frequenti proteste per barbariche manomissioni; e purtroppo è da ritenersi che ciascun istante che
passa arreca al paesaggio italiano ferite insanabili. Una legge che vi ponga riparo s'impone.»

— Parpagliolo, 1912
Tra gli anni 1910-1920, assieme alla costituzione delle prime aree protette, si gettarono le fondamenta anche delle istituzioni statali per la conservazione del paesaggio e della natura. Nel 1919 il governo Nitti elevò la Direzione generale antichità e belle arti del Ministero della pubblica istruzione a sottosegretariato, con la responsabilità per la tutela del patrimonio storico artistico e paesaggistico. Il primo sottosegretario fu il politico e scrittore Pompeo Gherardo Molmenti. Due anni dopo, la stessa Direzione generale, sotto la guida del giurista e naturalista Luigi Parpagliolo, lanciò una campagna nazionale per la realizzazione del “catalogo delle bellezze naturali d'Italia”.
Si stava infatti preparando la prima legge per la protezione del paesaggio, le cui proposte iniziali risalivano al 1905. Essa fu approvata (con Benedetto Croce ministro della Pubblica istruzione) l'11 giugno 1922 come legge n. 778 “Per la tutela delle bellezze naturali”.  La legge rifletté un concetto estetico di natura e intese proteggere i paesaggi in quanto prodotti della storia umana. Essa venne aggiornata nel 1939 e il suo impianto concettuale starà poi alla base dell'articolo 9 della Costituzione del 1948; rimase il cardine della protezione del paesaggio fino alla legge Galasso del 1985.
L'ambientalismo italiano sviluppò dunque le sue radici tra le élite liberali e i primi processi di allargamento della partecipazione che si facevano strada nella società italiana. Questo associazionismo e le idee delle élite sociali che lo guidavano, divenne tuttavia il motore trainante delle iniziative concrete di conservazione della natura, molto più che lo Stato. Invece, i nascenti movimenti di massa non erano culturalmente sensibili alle istanze ambientali: il mondo cattolico era tradizionalmente infuso di una profonda visione antropocentrica della natura; e la cultura marxista era proiettata verso lo sviluppo industriale e tecnologico, e la modernizzazione attesa dal loro progresso.

### Gestione delle industrie insalubri
La produzione industriale italiana crebbe più tardi rispetto ai paesi nordeuropei: si accelerò durante l'ultimo decennio del XIX secolo e il primo del XX secolo. L'industrializzazione generò problemi di inquinamento che erano chiaramente percepiti. La sensibilità verso di essi era però diversa dalla sensibilità ambientale attuale. In Italia, come altrove in Europa durante il XIX secolo, l'industrializzazione era percepita come una forza di profonda e generalmente positiva trasformazione sociale, con illimitata potenzialità di sviluppo. La natura offriva risorse ritenute pure illimitate: l'industrializzazione le valorizzava e le plasmava a fini di sviluppo economico.

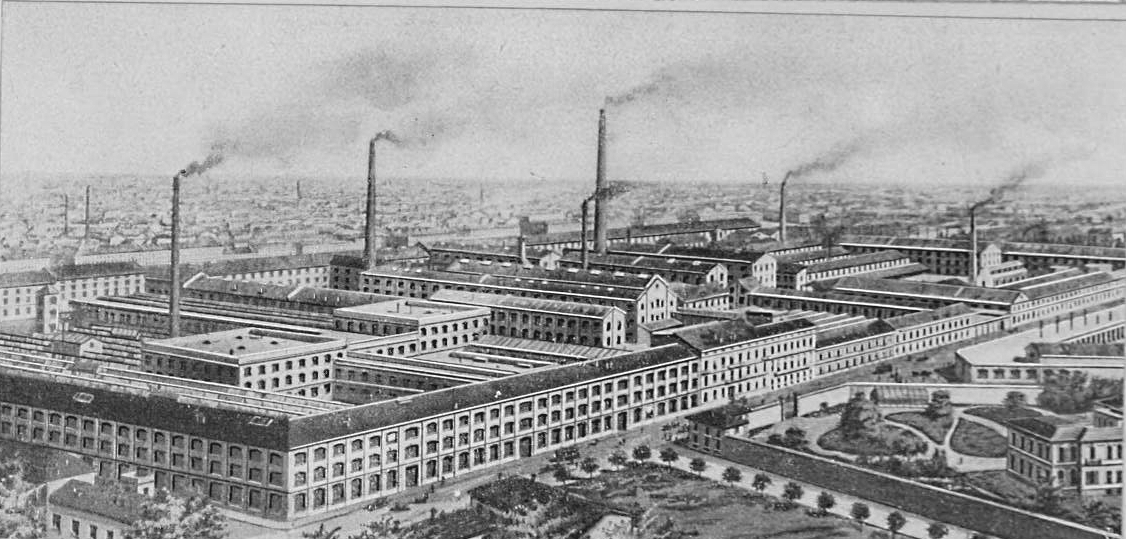
Primo stabilimento Pirelli per la produzione della gomma elastica, fondato nel 1876 a Milano in Corpi Santi fuori Porta Nuova, al tempo subito fuori dal centro abitato.

I problemi di inquinamento industriale erano considerati questioni di igiene pubblica. Le idee che informavano i primi interventi di regolamentazioni presupponevano che la natura potesse gestire l'inquinamento: il problema percepito era il diretto impatto sulle persone e gli ambienti di vita e lavoro. Le fonti di emissioni nocive dovevano essere allontanate dai centri abitati e disperse nel territorio.  Le leggi stabilivano limiti di tollerabilità dell'inquinamento in funzione delle tecnologie disponibili (quindi di fatto accettavano lo status-quo) e venivano applicate blandamente. Gli interessi economici industriali avevano il sopravvento su altre considerazioni: ci si preoccupava di tutelare la libertà di impresa, limitando i danni a terzi.
La prima norma organica per il controllo dell'inquinamento fu introdotta nel 1888 (cosiddetta "legge sanitaria", n. 5849 del 22 dicembre 1888, governo Crispi). Seguiva principi simili a quelli di analoghe norme di altri paesi europei all'epoca. Essa classificò le industrie in base a categorie di nocività e stabilì quali potevano stare nei centri abitati e quali no (di fatto, promosse la dispersione delle industrie nocive nel territorio). La normativa venne poi riordinata nel 1907, senza innovazioni maggiori.
Ci furono numerosi casi di proteste e ricorsi amministrativi contro attività inquinanti: ad esempio, contro una fabbrica chimica a Collestate, (Terni) (1910-1919); contro la fabbrica chimica di Cengio, inquinante la valle del Bormida (caso che si è protratto sino a tempi recenti); contro un complesso di industrie che scaricavano nel lago d'Orta (anni 1920). Le proteste erano portate spesso da amministrazioni locali, o da proprietari di altri stabilimenti, o agricoltori o proprietari di ville e giardini danneggiati dalle emissioni; talora, a protestare erano gruppi di cittadini, solitamente sotto la guida di persone notabili del posto.

## Epoca fascista (1922-1943)
L'amministrazione fascista diede continuità a idee di conservazione ed iniziative precedenti, e anche alle contraddizioni tra modernizzazione e conservazione tipiche dell'epoca. Soprattutto accentuò la centralizzazione statale, a scapito del ruolo della società civile: durante il ventennio, non nacquero più associazioni protezionistiche indipendenti e alcune di quelle esistenti vennero assorbite nell'apparato statale. La cultura fascista ufficiale esaltava l'uso produttivo delle risorse naturali (idee molto diffuse anche in epoca precedente) e l'addomesticamento della natura. Le bonifiche integrali e la ruralizzazione della popolazione furono le maggiori politiche del ventennio verso le campagne. Si promossero anche forti investimenti in impianti idroelettrici. Allo stesso tempo, si esaltava anche il valore simbolico del patrimonio naturale per il rafforzamento del carattere nazionale che si voleva in esso identificare.

### Gestione delle aree protette

Il Ministro Bottai presiede all'inaugurazione dell'Accademia Forestale a Vallombrosa, Firenze, 24 febbraio 1938. L'accademia era destinata alla formazione degli ufficiali della Milizia Nazionale Forestale.

L'amministrazione fascista, dopo l'iniziale risolutezza mostrata nell'accelerare la costituzione dei primi due parchi nazionali, perse interesse nella loro gestione. Inizialmente, essa venne lasciata alle Commissioni locali. Tuttavia, l'indirizzo politico cambiò nel corso e tempo, nel segno dell'estensione del ruolo statale e del controllo politico, come accadeva in tutti i settori sociali ed economici. Nel 1926 un decreto legge soppresse il Corpo reale delle foreste (istituito nel 1910) e ne trasferì le competenze alla Milizia Nazionale Forestale, una branca della Milizia Volontaria Sicurezza Nazionale, braccio armato del Partito Nazionale Fascista. Nel 1933 vennero aboliti gli enti autonomi dei parchi nazionali del Gran Paradiso e d'Abruzzo e tutte le loro competenze passarono alla Milizia Nazionale Forestale.
A partire dalle numerose aree protette proposte in epoca precedente, ne furono istituite due, per obiettivi solo tangenti alla protezione della natura. Nel 1934 venne costituito il Parco Nazionale del Circeo come appendice territoriale alle bonifiche Pontine. L'intenzione era quella di ricreare l'antico ambiente naturale di epoca romana; in realtà l'ambiente forestale subì una pesante trasformazione, con opere di riforestazione con specie esotiche, canalizzazioni e diradamento del sottobosco.

Un canale di bonifica della Milizia Forestale nella Selva del Circeo, “alla cui radicale trasformazione e al cui risanamento idrico ed igienico vanamente attesero le incerte ed inadeguate attenzioni dei passati regimi […] oltre 3,000 ha di bosco di alto fusto (radicalmente risanati e resi salubri) che prima costituivano il maggior focolaio di infezione malarica delle Pontine”.

Nel 1935 fu costituito il Parco Nazionale dello Stelvio con l'obiettivo principale di promuoverne lo sviluppo turistico e di affermarvi valori simbolici di identità nazionale, in seguito all'annessione del Trentino al Regno d‘Italia (1919). La sua gestione fu affidata alla Milizia Nazionale Forestale, ma rimase essenzialmente sulla carta.

### Statalismo e controllo delle associazioni
Nel 1927 la federazione Pro Montibus, che era stata centrale alle prime iniziative di conservazione, venne assorbita nella Milizia Nazionale Forestale.
Anche il Touring, unica associazione privata ambientale di massa, divenne oggetto di tentativi di centralizzazione e assorbimento nell'apparato statale. L'associazione aderì agli ideali patriottici che ispiravano le azioni di protezione ambientale dell'epoca e vennero ulteriormente elevati dal fascismo. Ma la dirigenza oppose resistenza ai tentativi di centralizzazione e irreggimentazione, tra cui ripetute richieste di trasferire la sede centrale a Roma e di inquadrare il personale nell'Associazione del pubblico impiego, collegata al sistema corporativo. Nel 1935 la Direzione generale per il turismo richiese l'esame preventivo della pubblicazione della rivista "Vie d'Italia". Nel 1937 il Touring venne denominato “Consociazione Turistica Nazionale”, per effetto della politica di italianizzazione dei nomi. Nel 1938 l'associazione fu obbligata a richiedere ai nuovi soci la dichiarazione di non appartenenza alla razza ebraica.
La centralizzazione e statalizzazione non sottraevano solo spazio e influenza alle associazioni nazionali, ma anche alla cultura di azioni locali su cui si era fondato l'insieme dei primi movimenti ambientalisti. Il cambiamento fu dunque culturale e non solo amministrativo. Anche il Touring, pur riuscendo a resistere ad alcune delle pressioni governative, negli anni 1930 centralizzò al proprio interno la sorveglianza e la propaganda delle azioni di tutela del patrimonio, precedentemente fortemente radicate a livello locale.

### Conflitti ambientali locali
Sul fronte degli effetti dell'industrializzazione, nonostante il regime fascista tentò sistematicamente di prevenire e reprimere i conflitti ambientali, si verificarono sempre più spesso disagi e iniziative locali di protesta. Tra i casi dell'epoca, nel 1938 si levarono proteste a Megolo contro l'inquinamento causato dallo stabilimento di Rumianca, che produceva varie sostanze cancerogene; una protesta delle donne della val Lagarina contro l'inquinamento causato dalla fabbrica di produzione dell'alluminio della Società Italiana dell'Alluminio; e azioni legali contro l'ACNA per danni causati alle acque del Bormida.

### Riforme legislative
Nel 1939 il Ministro della Pubblica Istruzione Bottai promosse un aggiornamento della legislazione di protezione del patrimonio: la n.1089/1939, a tutela dei beni di interesse storico ed artistico e la n.1497/1939, a tutela delle bellezze naturali. Tra le nuove misure, la legge assorbi le Soprintendenze (precedentemente previste come strutture rappresentative locali) nell'amministrazione centrale; e affidò la selezione dei beni da vincolare a commissioni provinciali costituite da rappresentanti delle corporazioni di imprenditori, proprietari, professionisti ed artisti
Nel 1942, sempre sotto il ministro Bottai, venne promossa la legge urbanistica italiana, primo e ultimo provvedimento quadro mai varato in Italia per il governo del territorio urbano.